# Pavelló al costat del llac
El Pavelló al costat del llac (en xinès: 湖边凉亭), és una pintura durant la dinastia Joseon de la península de Corea. Creada a la fi del segle xviii, aquesta pintura mesura 45.4 cm d'alçada i 27.6 cm d'amplada. Aquesta pintura va ser creada per un artista desconegut el nom d'estil del qual és Samoje (literalment, «Estudi de tres i cinc»). L'artista, probablement un pintor professional de la classe jungin («gent del medi») de la dinastia Joseon que no es pot determinar a causa de la falta de documentació. Per tant, és difícil confirmar la identitat i el nom de l'artista. La composició del Pavelló al costat del llac probablement es va adaptar dels manuals de pintura populars de la dinastia Ming (1368-1644) importats de la Xina. Un dels exemples més destacats per a aquests manuals de pintura va ser el manual de pintura Mustard Seed Garden.

## Descripció
Amb la influència xinesa, la pintura de la península coreana es va originar durant el període dels Tres Regnes de Corea en general en forma de pintura mural. Eventualment es va convertir en pintura monocromàtica o pintura lleugera. Els temes naturalistes es van convertir en temes populars per a la pintura coreana. El Pavelló al costat del llac, que pertany a la fi del segle xviii, va ser creat durant la dinastia Joseon de la península de Corea. Podria ser pintat per un pintor professional pertanyent a jungin de Joseon. Aquesta pintura mesura 45.4 cm d'alçada i 27.6 cm d'amplada. El pintor ha usat el terme Samoje com seu nom d'estil. Però ni la identitat definida ni el nom de pila del pintor s'han pogut determinar.
La visió actual és que Pavelló al costat del llac probablement va ser adaptada d'un popular manual de pintura de la dinastia Ming importat de la Xina, com el famós manual de pintura Mustard Seed Garden. Al 1915, la pintura va ser donada al Museu Metropolità d'Art per la fundació Rogers. La pintura va ser exhibida en l'exposició d'Art de Corea del Museu Metropolità entre 2006 i 2010, respectivament.